# Liberdade ainda que tardia

Bandeira de Minas Gerais

Liberdade ainda que tardia é a tradução mais comumente dada ao dístico em latim libertas quæ sera tamen, proposto pelos inconfidentes para marcar a bandeira da república que idealizaram, na Capitania de Minas Gerais, no Brasil do final do século XVIII.
A expressão em latim acabou sendo aproveitada para adornar a bandeira do estado em que a capitania das Minas Gerais se tornou, já no século XIX, e foi isso que  manteve a frase viva até os tempos atuais. No entanto, muitos dos latinistas modernos criticam a correção do uso da frase.

## Origem do texto em latim
O texto em latim foi retirado da primeira Écloga de Virgílio. Faz parte do diálogo entre Meliboeus e Tityrus, encontrado no seguinte trecho:
"Et quæ tanta fuit Romam tibi causa videndi?"

"Libertas, quæ sera tamen, respexit inertem,

(Candidior postquam tondenti barba cadebat,

Respexit tamen et longo post tempore venit,

Postquam nos Amaryllis habet, Galatea reliquit.").

## Polêmica da tradução
Há um certo consenso na tradução da pergunta de Meliboeus. A tradução seria: "E qual foi o forte motivo para visitares Roma?" Mas há divergências na tradução da resposta de Tityrus. Para alguns a melhor tradução seria: "A Liberdade, que embora tardia, contudo, olhou favoravelmente para mim, inerte." Para outros seria: "A Liberdade que, embora tardia, contudo olhou favoravelmente para mim, que nada fiz." Ou ainda: "A liberdade que tardia, todavia, apiedou-se de mim, na minha inércia".
Em polêmico artigo escrito em 1979 na revista Veja, o escritor Millôr Fernandes sustentou que, se o sentido buscado era "liberdade ainda que tardia", o texto em latim deveria ser apenas "libertas quae sera", já que, conforme explicou Paulo Rónai, "devido à força da condensação da língua latina, ao simples adjetivo sera já cabe valor adversativo: embora tardia."
De acordo com Deonísio da Silva, uma tradução isenta do dístico dos inconfidentes seria "a liberdade que tardia, todavia...", o que evidentemente não faz sentido.
Mas é possível defender a intenção original. Sabe-se que a frase dos inconfidentes, proposta para a sua bandeira, foi sugerida por Alvarenga Peixoto e aprovada por Cláudio Manuel da Costa e Tomás Antônio Gonzaga, todos notáveis latinistas que dificilmente cometeriam um erro na tradução do verso de Virgílio, cuja primeira Écloga sempre foi uma obra muito conhecida através dos séculos. Muito provavelmente, a leitura que fizeram do verso do poeta latino tenha sido: "A Liberdade que, mesmo tardia, ainda me olhou inerte". Porém essa frase não fazia sentido aos propósitos que queriam e tiveram que introduzir um corte, o que, para muitos, teria resultado numa mutilação que deixou o original de Virgílio sem sentido.[carece de fontes?]
A tradução oficial da frase "Libertas Quae Sera Tamen" estampada na bandeira mineira seria "Liberdade ainda que tardia", tradução essa que conta com o apoio pacífico da maioria dos latinistas.[carece de fontes?] De fato, consultando-se qualquer bom dicionário de latim e examinado cada uma das palavras fora do contexto do verso, chega-se literalmente e sem dificuldades à tradução oficialmente chancelada pelas autoridades do estado de Minas Gerais.[carece de fontes?] Certamente os poetas inconfidentes também estavam convencidos de que a frase, mesmo sendo uma mutilação, traduzia, com toda a propriedade, a intenção poética de Virgílio.[carece de fontes?]